# Ядвіга Фредеріка Вюртемберг-Вайльтінгенська
Ядвіга Фредеріка Вюртемберг-Вайльтінгенська (нім. Hedwig Friederike von Württemberg-Weltingen, 18 жовтня 1691 — 14 серпня 1752) — вюртемберзька принцеса з Вюртемберзького дому, донька герцога Вюртемберг-Вайльтінгену Фрідріха Фердинанда та вюртемберзької принцеси Єлизавети, друга дружина князя Ангальт-Цербстського Йоганна Августа.

## Біографія

### Ранні роки
Народилась 18 жовтня 1691 року у Вайльтінгені. Була другою дитиною та другою донькою в родині герцога Вюртемберг-Вайльтінгену Фрідріха Фердинанда та його дружини Єлизавети Вюртемберг-Мьомпельгардської. Мала старшу сестру Сибіллу Шарлотту Юліану. Резиденцією сімейства слугував замок Вайльтінген.
Через загрозу французького вторгнення, 1693—1695 роки родина провела в Ельсі, де також правив Вюртемберзький дім. Матір від 1696 року страждала від психічного розладу. Виховання принцес було покладене на придворного капелана Тобіаса Нісслена. У 1703 році сім'я знову була змушена залишити Вайльтінген та втікати до Ротенбургу-на-Таубері. Через рік переїхали до Віндсбаху.
У 1705 році голова родини помер. Герцогство повернулося до складу Вютембергу.
11 липня 1715 року відбулися заручини Ядвіги Фредеріки зі спадкоємним принцом Ангальт-Цербсту. Молоді люди познайомилися у Карлсбаді.

### Шлюбний контракт
Для з'ясування формальностей урядовий радник Цербсту Крістіан Лебрехт фон Прек відвідав Вайльтінген та Штутгарт, аби побачитись з опікуном принцеси,  Ебергардом Людвігом Вюртемберзьким. Замість психічно хворої матері, запланований шлюб схвалила тітка Ядвіги Фредеріки, Елеонора Шарлотта. Шлюбний контракт було складено та оформлено у трьох однакових примірниках для княжих сторін. Папери підписали та скріпили печаткою 21 вересня у Нюртінгені.

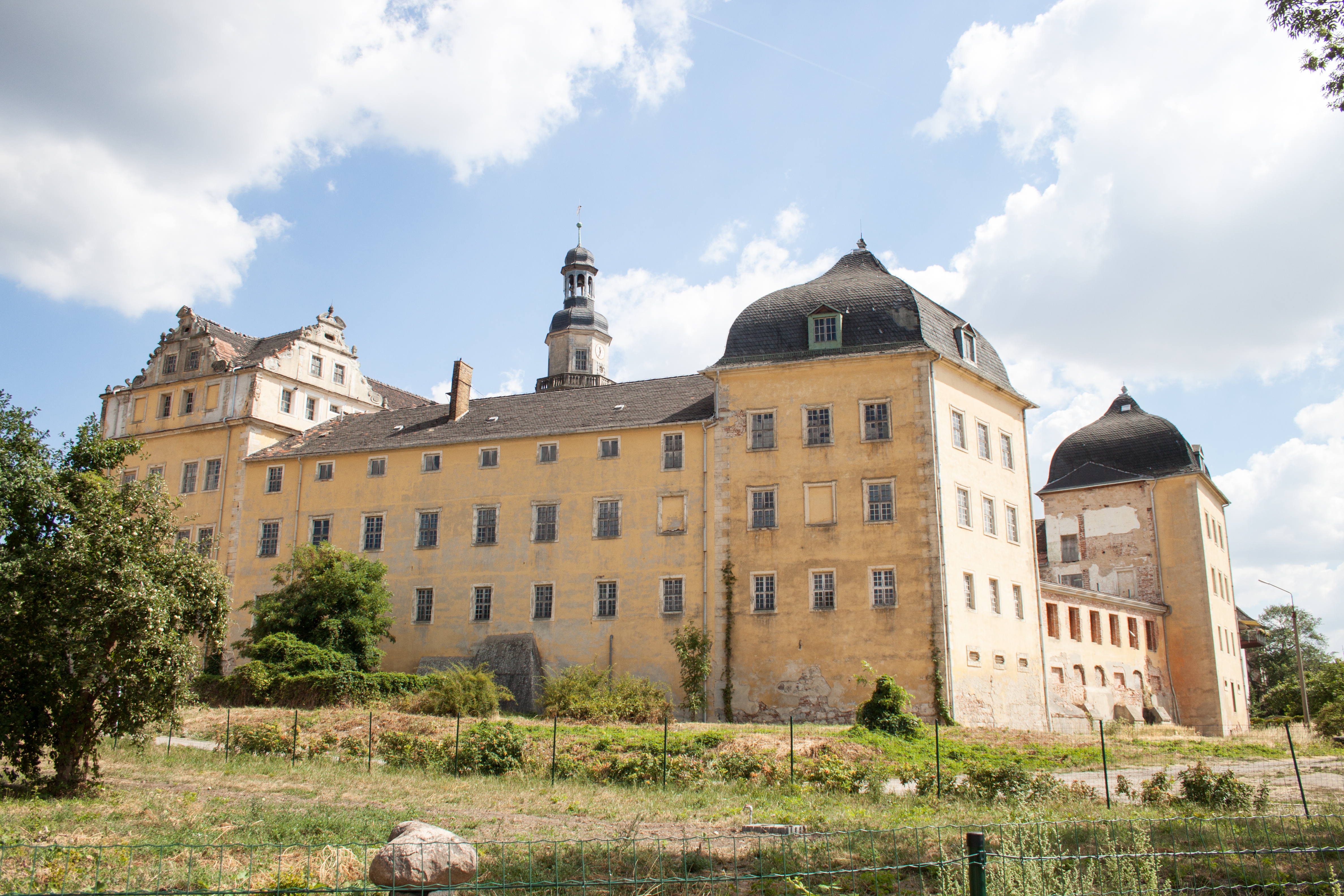
Замок Косвіг — потенційна удовина резиденція принцеси

 Шлюбний договір складався із 23 статей. Особливе значення мав посаг принцеси та її заява про відмову від територій Вюртемберга. Вона та її майбутній чоловік підписали щодо цього окрему угоду. Посаг становив 20 000 гульденів та додаткові 6000 гульденів на одяг, прикраси та столове срібло. Наречений отримував третину грошей одразу після весілля, решта надходила згодом. Елеонора Шарлотта внесла до приданого небоги ще одну частку в розмірі 10 000 гульденів від імені її матері. Князь Ангальт-Цербсту мав зробити невістці подарунок після весілля. Принцесі забезпечували гідне утримання, а також надавали їжу та кошти для її слуг. Амт Росслау мав стати її удовиною часткою в разі смерті чоловіка. Однак пункт передбачав після смерті княгині Софії його зміну на амт Косвіг, з усіма доходами та додатковими 4000 талерів. Ядвізі Фредеріці не дозволялося продавати або закладати товари, надані їй на період удівства. Але у своїх володіннях, які зберігали княжий суверенітет, вона мала право, із залученням чиновників, наймати церковних і шкільних служителів, які мали притримуватися аугсбурзького віросповідання. Була вільна відати кухнею та примусовою працею у своїй удовиній частці, а також полюванням, риболовлею та заготівлею лісу. Її підданим залишалися їхні права, свободи та звичаї. Правлячий князь мав сплачувати утримання будівель удовиної резиденції або їхню реконструкцію внаслідок пожежі, війни тощо. Він також мав дбати про охорону та захист маєтку вдови з усім його майном. Важливим питанням було погашення боргів. Якби Йоганн Август залишив борги, їх мали виплачувати його спадкоємці, а не удова. Також спадкоємцям довелося б заплатити будь-які борги Ядвіги Фредеріки.

### Шлюб

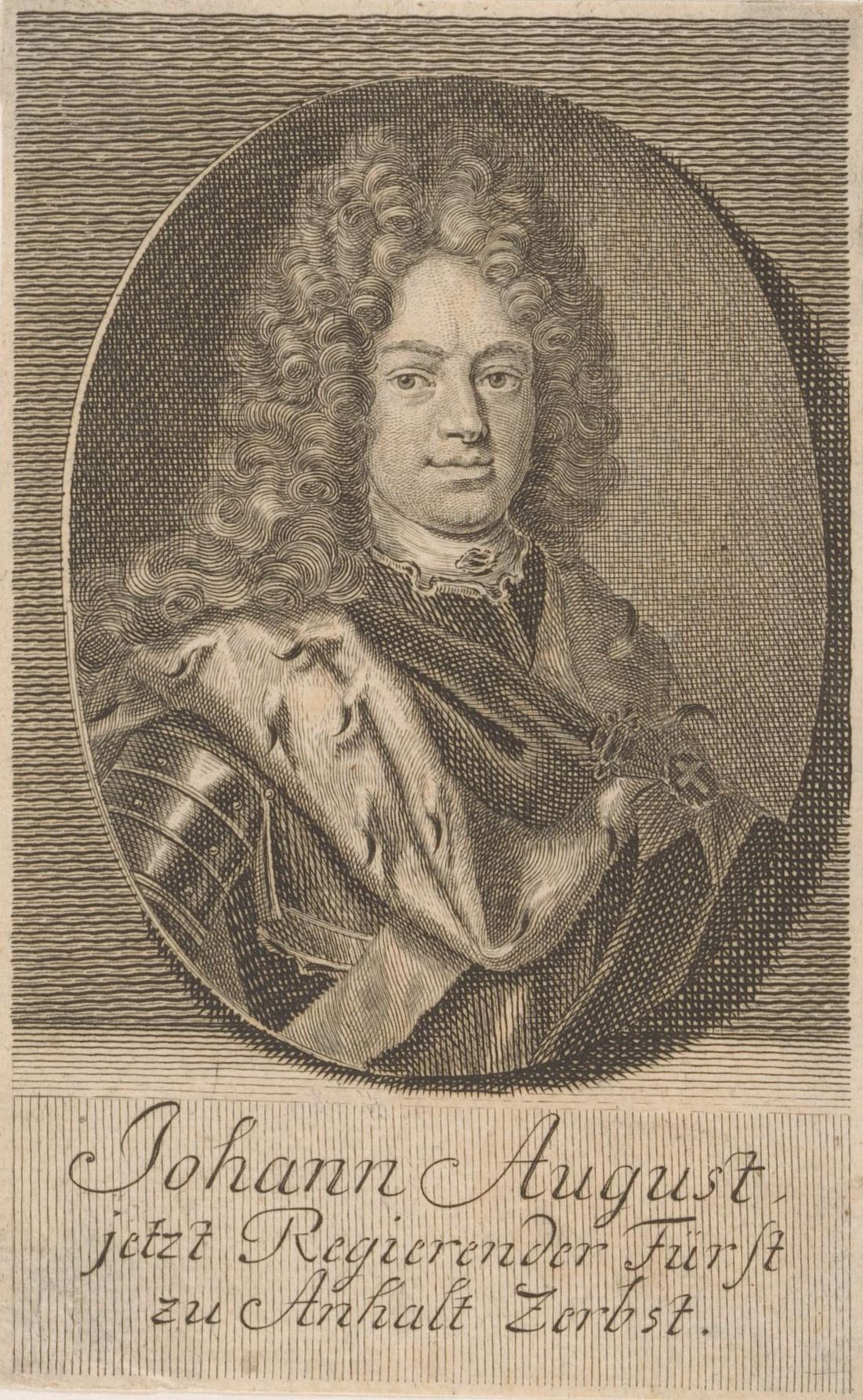
Йоганн Август, гравюра, Державний музей (Амстердам)

У суботу, 5 жовтня 1715 року, принцеса прибула до нової батьківщини. Наречений з невеликою свитою зустрів її за міською брамою Біасу. У Цербсті на них чекав кортеж з 16 карет. Ядвіга Софія пересіла до карети своєї майбутньої свекрухи Софії, Йоганн Август — свого батька Карла Вільгельма, після чого процесія рушила назад до замку. Три гарматні залпи сповіщали про прибуття ходи до резиденції. Принцеса отримала підготовлену для неї кімнату на верхньому поверсі головного крила Цербстського замку.
Перед своїм 24-річчям дівчина вступила в шлюб з 38-річним спадкоємним принцем Ангальт-Цербсту Йоганном Августом. Весілля відбулося 8 жовтня 1715. Оскільки замкова каплиця залишалась недобудованою, вінчання пройшло в їдальні західного крила Цербстського замку. Церемонію провів придворний проповідник Андреас Тьопфер, після чого в кількох залах дали бенкет. Святкування з приводу одруження тривали два тижні.
У листопаді 1718 року Йоганн Август став правлячим князем Ангальт-Цербсту, а Ядвіга Фредеріка — княгинею-консортом. Княгиня підтримувала чоловіка у багатьох сферах і консультувала з різних питань.
1719 року на день народження монархині була відкрита добудована замкова каплиця. У 1721 році королівське подружжя замовило будівництво замкової вежі, яка була завершена у 1725 році. У 1722—1726 роках Йоганн Август звів для дружини новий дім розваг. У 1725—1726 для неї був закладений, так званий Сад герцогині, за планування якого відповідав Йоганн Крістоф Шютце, а за виконання — Йоганн Даніель Унгер. Рослинні насадження саду постійно оновлювалися та доповнювалися. Шютце ж виконав і садовий будиночок для Ядвіги Фредеріки, завершений у 1732 році.
У листопаді 1742 року Йоганн Август помер. Оскільки шлюб залишився бездітним, князівство перейшло до його кузенів. Ядвіга Фредеріка вирішила залишитися у Цербстському замку, а не усамітнюватися у Косвізі. В останні роки життя вона мешкала у західній квартирі на верхньому поверсі головного крила цербстської резиденції та брала активну участь у придворному житті.
Пішла з життя у 60-річному віці 14 серпня 1752 року у своїх покоях, перенісши напередодні інсульт за столом. 21 серпня відбулося урочисте поховання у крипті замкової кірхи. Населення закликали до тихого життя, до нового 1753 року не дозволялося грати музику. У 1946 році пройшло перепоховання княгині у князівській крипті церкви Святого Варфоломія у Цербсті.